# راکووا (ناحیه روکیتسانی)
راکووا (به چکی: Raková) یک منطقهٔ مسکونی در جمهوری چک است که در ناحیه روکیتسانی واقع شده‌است. راکووا ۵٫۴۳ کیلومتر مربع مساحت و ۱۹۹ نفر جمعیت دارد و ۴۶۰ متر بالاتر از سطح دریا واقع شده‌است.